# 喬治敦 (加利福尼亞州)
喬治敦（英語：Georgetown）是位於美國加利福尼亞州埃爾多拉多縣的一個人口普查指定地區。

## 地理
喬治敦的座標為38°54′25″N 120°50′19″W / 38.90694°N 120.83861°W，而該地最高點為海拔高度809米（即2654英尺）。

## 人口
根據2010年美國人口普查的數據，喬治敦的面積為39.193平方千米，當中陸地面積為39.182平方千米，而水域面積為0.011平方千米。當地共有人口2367人，而人口密度為每平方千米60人。